# Corynorhinus
Corynorhinus is een geslacht van zoogdieren uit de familie van de gladneuzen (Vespertilionidae). De wetenschappelijke naam van het geslacht werd in 1865 gepubliceerd door Harrison Allen.

## Soorten
Er worden 4 soorten in dit geslacht geplaatst:
- Corynorhinus leonpaniaguae López-Cuamatzi, Ortega, Ospina-Garcés, Zúñiga, & MacSwiney G., 2024
- Corynorhinus mexicanus G. M. Allen, 1916
- Corynorhinus rafinesquii (Lesson, 1827)
- Corynorhinus townsendii (W. Cooper, 1837)